# Oegopsina
Oegopsina – takson obejmujący ponad 220 gatunków głowonogów zaliczanych do kałamarnic, tradycyjnie klasyfikowany w randze podrzędu, a przez niektórych systematyków podnoszony do rangi rzędu Oegopsida. 
Charakteryzują się bardzo długimi ramionami, zwłaszcza chwytnymi, brakiem rogówki okrywającej oczy oraz obecnością gladiusa.
Większość zaliczanych tu gatunków to kalmary oceaniczne, część z nich żyje w wodach szelfowych. Niektóre rodziny mają duże znaczenie w rybołówstwie, np. strzalikowate. Do rodziny Architeuthidae należą gatunki o bardzo dużych rozmiarach.

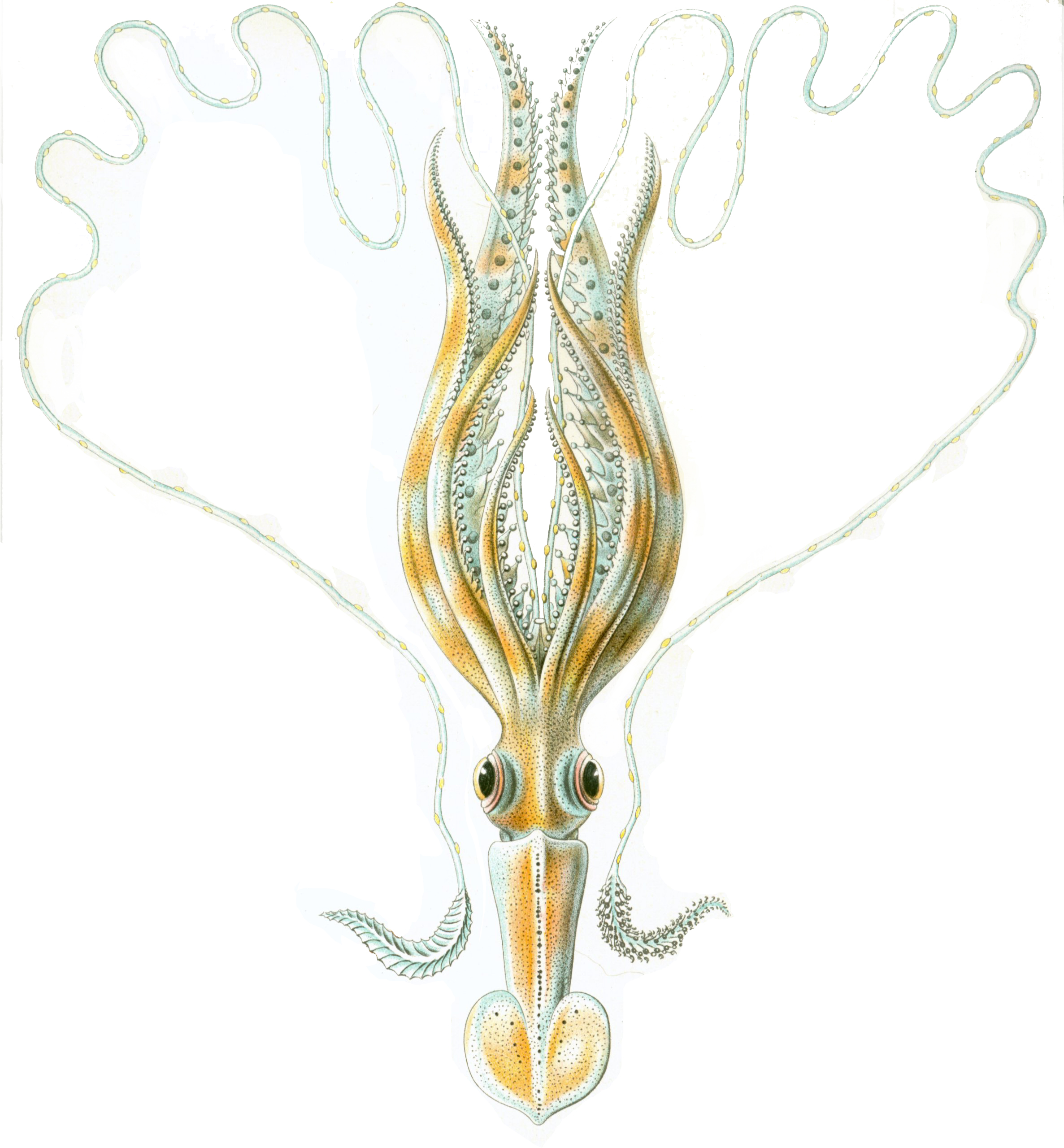
Kalmarownik długoramienny (Chiroteuthis veranyi)

Klasyfikowane są w rodzinach:
- Ancistrocheiridae
- Architeuthidae
- Batoteuthidae
- Brachioteuthidae
- Chiroteuthidae
- Cranchiidae
- Cycloteuthidae
- Enoploteuthidae
- Gonatidae
- Grimalditeuthidae
- Histioteuthidae
- Joubiniteuthidae
- Lepidoteuthidae
- Lycoteuthidae
- Mastigoteuthidae
- Neoteuthidae
- Octopoteuthidae
- Ommastrephidae – strzalikowate
- Onychoteuthidae
- Pholidoteuthidae
- Promachoteuthidae
- Psychroteuthidae
- Pyroteuthidae
- Thysanoteuthidae
- Walvisteuthidae